# Luau (Moxico)
Luau è una municipalità dell'Angola appartenente alla provincia di Moxico. Ha 31.000 abitanti (stima del 2006).
Il capoluogo è Luau.